# 법무연수원
법무연수원(法務硏修院, Institute of Justice)은 법무부 소속공무원의 자질을 높이고 능률을 향상시키기 위한 교육훈련과 법무행정의 발전을 위한 연구·조사에 관한 사무를 관장하는 대한민국 법무부의 소속기관이다. 1972년 11월 9일 발족하였으며, 충청북도 진천군 덕산읍 교연로 780에 위치하고 있다. 원장은 검사로 보한다.

## 연혁
- 1951년 3월 11일: 형무관학교 설치.
- 1962년 5월 1일: 교도관학교로 개편.
- 1972년 11월 9일: 법무연수원으로 개편.
- 1981년 11월 2일: 부원장제 폐지.
- 1986년 7월 1일: 교정연수부를 용인 신청사로 이전.
- 1988년 11월 11일: 법무연수원 본원을 용인 신청사로 이전.
- 2015년 2월 27일: 용인분원 설치.
- 2015년 3월 9일: 충북혁신도시로 이전.

## 조직

### 원장
- 총무과[1]

연구위원
기획부
- 기획과[4]
- 일반연수과[1]
- 교수 7명

교정연수부
- 교정훈련과[6]
- 교정연수과[6]
- 교수 5명

### 소속기관
- 용인분원

## 같이 보기
- 대한민국 법무부
- 법무연수원장
- 사법연수원